# Puterea a opta
În aritmetică și algebră, puterea a opta a unui număr n este rezultatul înmulțirii de opt ori a lui n cu el însuși, adică:
{\displaystyle n^{8}=n\times n\times n\times n\times n\times n\times n\times n.}
Valoarea puterii a opta a unui număr se poate abține și prin înmulțirea numărului cu puterea a șaptea a sa, prin înmulțirea pătratului său cu puterea a șasea a sa, prin înmulțirea cubului său cu puterea a cincea a sa sau prin ridicarea la pătrat a puterii a patra a sa.
Șirul valorilor puterii a opta a numerelor naturale este:
0, 1, 256, 6561, 65536, 390625, 1679616, 5764801, 16777216, 43046721, 100000000, 214358881, 429981696, 815730721, 1475789056, 2562890625, 4294967296, 6975757441, 11019960576, 16983563041, 25600000000, 37822859361, 54875873536, 78310985281, 110075314176, ...

## Algebră și teoria numerelor
Ecuațiile polinomiale de gradul al optulea au forma
{\displaystyle ax^{8}+bx^{7}+cx^{6}+dx^{5}+ex^{4}+fx^{3}+gx^{2}+hx+k=0.}
Cel mai mic număr la puterea a opta cunoscut care poate fi exprimat printr-o sumă de opt numere la puterea a opta este
{\displaystyle 1409^{8}=1324^{8}+1190^{8}+1088^{8}+748^{8}+524^{8}+478^{8}+223^{8}+90^{8}.}
Suma inverselor puterilor a opta nenule este funcția zeta Riemann evaluată la 8, care poate fi exprimată în funcție de puterea a opta a lui {\displaystyle \pi }:
{\displaystyle \zeta (8)={\frac {1}{1^{8}}}+{\frac {1}{2^{8}}}+{\frac {1}{3^{8}}}+\cdots ={\frac {\pi ^{8}}{9450}}=1.00407\dots }
Acesta este un exemplu din expresia mai generală pentru evaluarea funcției zeta Riemann la numerele pare pozitive, în funcție de numerele Bernoulli:
{\displaystyle \zeta (2n)=(-1)^{n+1}{\frac {B_{2n}(2\pi )^{2n}}{2(2n)!}}.}